# 永末英一
永末 英一（ながすえ えいいち、1918年〈大正7年〉1月2日 - 1994年〈平成6年〉7月10日）は、日本の政治家、海軍軍人（短期現役士官）。民社党委員長、衆議院議員（通算10期）、社会主義インターナショナル副議長。位階は正三位。

## 来歴・人物
福岡県出身。第三高等学校 (旧制)文科甲類を経て、1941年東京帝国大学法学部政治学科卒業。
南満州鉄道勤務を経て、海軍短期現役主計科士官（第八期）として出征。軽巡洋艦「五十鈴」の庶務主任、ラバウル航空隊付、駆逐艦「春雨」の主計長、重巡洋艦「摩耶」の主計長としてレイテ沖海戦に参加したが1944年10月23日、「摩耶」は米潜水艦によりパラワン水道で撃沈された。永末以下生存者約700名は駆逐艦「秋霜」に救助され、つづいて戦艦「武蔵」に移乗。しかし10月24日、シブヤン海の空襲で「武蔵」も沈没し、永末以下摩耶生存者は駆逐艦「島風」に移乗、翌日のサマール島沖海戦に参加した。レイテ沖海戦後、第二艦隊副官として戦艦「大和」に乗艦、12月上旬に日本へ帰投した。この帰投中、大和と同航していた戦艦「金剛」、駆逐艦「浦風」が米潜水艦の雷撃で撃沈された。これらの経験を踏まえて永末は「大艦巨砲主義」について「巨砲を大艦が積んでいるのであるから『巨砲大艦主義』と私は言う」と述べている。
永末はその後、第二相模野航空隊、舞鶴海兵団に勤務中、海軍主計大尉として終戦を迎えた。京都市議、京都府議を経て、1959年6月の参院選に日本社会党公認で京都選挙区から出馬し、初当選。1960年1月の民社党結成に参加する。1963年ハーバード大学留学。
1963年11月、総選挙に死去した水谷長三郎の後継として旧京都1区から出馬し、衆議院議員に初当選。以来、連続3回当選。1971年に衆議院議員を辞職し、同年2月の京都市長選挙に無所属で立候補（自民党、民社党推薦）するも落選、翌年12月の総選挙で衆議院議員に返り咲き、以来、1990年まで連続7回当選した。
1979年5月、民社党国対委員長に就任。
1985年4月、佐々木良作党委員長が辞任した党大会では、委員長退任後も隠然たる影響力を及ぼしていた春日一幸党常任顧問の「長老支配」を公然と批判した。春日の怒りを買ったが、副委員長に昇格する。1988年のリクルート事件での塚本三郎党委員長の汚職疑惑に絡み、翌年2月、塚本委員長が辞任し佐々木党常任顧問の指名で委員長に昇格。
当時主流をなしていた自公民路線を志向する春日、塚本、後の委員長大内啓伍らに対して、佐々木や永末らは社公民路線を志向していた。党内では常に路線対立がくすぶっていた。
1989年7月の参院選は、社会党が躍進するも、民社党は非改選も合わせて10議席を割り込む事になった。永末が推し進めた社会党や公明党との選挙協力や社公民連合政権協議で得票を減らしたと塚本らから批判を浴びた。さらに、1990年2月の衆院選で民社党が20議席割れの大敗を喫した責任を取って委員長を辞任した。1993年6月、政界を引退した。
1994年7月10日、心不全のため京都市内の病院で死去した。叙正三位。76歳没。

## 栄典
- 1991年 - 叙勲一等授旭日大綬章[7]